# Kristof Wilke
Kristof Wilke, född den 17 april 1985 i Radolfzell am Bodensee i Tyskland, är en tysk roddare.
Han tog OS-guld i åtta med styrman i samband med de olympiska roddtävlingarna 2012 i London.